# Bureau Greisch
Bureau Greisch (în română Biroul Greisch), denumit și Bureau d'études Greisch (în română Biroul de proiectare Greisch, prescurtat BEG) este un birou de proiectare belgian și una din cele mai importante companii de profil din Europa. Bureau Greisch colaborează îndeaproape cu Universitatea din Liège, iar mulți dintre inginerii săi sunt și profesori la catedra Facultății de Științe Aplicate a acesteia.
Compania a fost înființată în 1959, la Liège, când inginerul și arhitectul René Greisch și-a deschis propriul birou de proiectare. În 1974, biroul Greisch, pe atunci relativ necunoscut, a câștigat un concurs pentru proiectarea viaductului Vilvoorde, o componentă cheie a inelului de autostradă al Bruxelles-ului. În 1984, prin asocierea cu Jean-Marie Cremer și Raymond Louis, René Greisch a pus bazele actualei companii Bureau Greisch.
Societatea este condusă de un consiliu director al cărui președinte este Clément Counasse.
Bureau Greisch a realizat un mare număr de proiecte de poduri în Belgia, cu precădere în regiunea Liège, printre ele numărându-se Pont de Liège, podul din Wandre sau podul Père Pire din Ben-Ahin. Printre cele mai cunoscute lucrări de poduri din străinătate ale companiei se numără Pont de l'Europe din Orléans, viaductul Millau, podul hobanat Victor Bodson din Hesperange sau podul Yavuz Sultan Selim peste Bosfor.
Însă compania a proiectat și tuneluri, drumuri și căi ferate, ecluze, stadioane, clădiri industriale, oficiale și de birouri, gări și stații de tramvai și metrou, iar printre lucrările sale cele mai semnificative se numără gara Liège-Guillemins, stadionul Pierre-Mauroy, circuitul de Formula 1 Spa-Francorchamps, elevatorul Strépy-Thieu sau podul-canal du Sart. În cadrul proiectelor sale mai importante, Bureau Greisch a colaborat cu arhitecți renumiți, precum Santiago Calatrava, Marc Barani, Michel Virlogeux sau Manuel Salgado.

## Lucrări semnificative
| În Belgia                            | În Belgia                          | În Belgia                                                     | În Belgia          | În Belgia | În Belgia |
| Proiect                              | Localizare                         | Coordonate                                                    | Imagine            |           |           |
| ------------------------------------ | ---------------------------------- | ------------------------------------------------------------- | ------------------ | --------- | --------- |
| Viaductul Vilvoorde                  | Bruxelles, Machelen, Vilvoorde     | 50°54′49″N 4°25′14″E / 50.913611°N 4.420556°E                 | Imagini la Commons |           |           |
| Elevatorul Strépy-Thieu              | între Strépy-Bracquegnies și Thieu | 50°28′39″N 4°06′34″E / 50.47752°N 4.109583°E                  | Imagini la Commons |           |           |
| Podul-canal du Sart                  | Houdeng-Gœgnies                    | 50°29′36″N 4°08′15″E / 50.493419°N 4.137383°E                 | Imagini la Commons |           |           |
| Ecluza Lanaye                        | Lanaye                             | 50°47′39″N 5°41′22″E / 50.79427990632571°N 5.68936387795089°E | Imagini la Commons |           |           |
| Podul Lanaye                         | Lanaye                             | 50°47′02″N 5°41′19″E / 50.783965°N 5.688672°E                 | Imagini la Commons |           |           |
| Podul Haccourt                       | Lanaye                             | 50°44′08″N 5°40′37″E / 50.73547°N 5.67683°E                   | Imagini la Commons |           |           |
| Gara Liège-Guillemins                | Liège                              | 50°37′29″N 5°34′01″E / 50.624699°N 5.566968°E                 | Imagini la Commons |           |           |
| Viaductul Eau Rouge                  | Malmedy                            | 50°26′40″N 6°00′25″E / 50.444444°N 6.006944°E                 | Imagini la Commons |           |           |
| Pont de Liège                        | Liège                              | 50°36′59″N 5°34′45″E / 50.616255°N 5.579034°E                 | Imagini la Commons |           |           |
| Pasarela La Belle Liégeoise          | Liège                              | 50°37′39″N 5°34′29″E / 50.627479°N 5.574650°E                 | Imagini la Commons |           |           |
| Tour Paradis (Tour des Finances)     | Liège                              | 50°37′36″N 5°34′19″E / 50.626640°N 5.572050°E                 | Imagini la Commons |           |           |
| Podul Père Pire                      | Ben-Ahin                           | 50°31′40″N 5°12′50″E / 50.527883°N 5.213848°E                 | Imagini la Commons |           |           |
| Podul din Wandre                     | Wandre                             | 50°40′24″N 5°38′39″E / 50.67332°N 5.64429°E                   | Imagini la Commons |           |           |
| Pasarela L'Enjambée                  | Namur                              | 50°27′38″N 4°52′12″E / 50.460663°N 4.869915°E                 |                    |           |           |
| Lotto Mons Expo                      | Mons                               | 50°27′28″N 3°56′15″E / 50.45786°N 3.93747°E                   | Imagini la Commons |           |           |
| La Bellone / Bellonahuis             | Bruxelles                          | 50°51′05″N 4°20′45″E / 50.851296°N 4.34597°E                  | Imagini la Commons |           |           |
| Tunelul Moutarde                     | Dolhain                            | 50°37′02″N 5°56′12″E / 50.617222°N 5.936667°E                 |                    |           |           |
| În Franța                            |                                    |                                                               |                    |           |           |
| Pont de l'Europe                     | Orléans                            | 47°53′44″N 1°52′35″E / 47.895556°N 1.876389°E                 |                    |           |           |
| Viaductul Haute-Colme                | Watten                             | 50°50′40″N 2°12′40″E / 50.844400°N 2.211110°E                 | Imagini la Commons |           |           |
| Viaductul Millau                     | Millau                             | 44°04′46″N 3°01′20″E / 44.079444°N 3.022222°E                 | Imagini la Commons |           |           |
| Viaductul Savoureuse                 | Între Bermont și Trévenans         | 47°34′32″N 6°51′35″E / 47.575500°N 6.859600°E                 | Imagini la Commons |           |           |
| Viaductul Vandières                  | Vandières                          | 48°57′16″N 6°03′05″E / 48.954514°N 6.051396°E                 | Imagini la Commons |           |           |
| Stade Pierre-Mauroy                  | Villeneuve d'Ascq                  | 50°36′43″N 3°07′50″E / 50.611883°N 3.130428°E                 | Imagini la Commons |           |           |
| În Luxemburg                         |                                    |                                                               |                    |           |           |
| Sediul Băncii Europene de Investiții | Kirchberg                          | 49°37′20″N 6°08′23″E / 49.622197°N 6.139861°E                 | Imagini la Commons |           |           |
| Podul Victor Bodson                  | Hesperange                         | 49°34′46″N 6°09′13″E / 49.579444°N 6.153611°E                 | Imagini la Commons |           |           |
| În Polonia                           |                                    |                                                               |                    |           |           |
| Złota 44                             | Varșovia                           | 52°13′52″N 21°00′09″E / 52.231111°N 21.0025°E                 | Imagini la Commons |           |           |
| În Portugalia                        |                                    |                                                               |                    |           |           |
| Podul Rainha Santa Isabel            | Coimbra                            | 0°00′00″N 8°25′25″W / 40.1925,°N 8.423611°V                   | Imagini la Commons |           |           |
| Viaductul feroviar peste Sado        | Alcácer do Sal                     | 38°24′27″N 8°36′02″W / 38.407397°N 8.60046°V                  | Imagini la Commons |           |           |
| Estádio do Dragão                    | Porto                              | 41°09′42″N 8°35′02″W / 41.161800°N 8.583900°V                 | Imagini la Commons |           |           |
| În Turcia                            |                                    |                                                               |                    |           |           |
| Podul Yavuz Sultan Selim             | Istanbul                           | 41°12′10″N 29°06′42″E / 41.2029°N 29.1116°E                   | Imagini la Commons |           |           |
| În Țările de Jos                     |                                    |                                                               |                    |           |           |
| Podul Muiden                         | Muiden                             | 52°19′57″N 5°00′53″E / 52.332427°N 5.014829°E                 | Imagini la Commons |           |           |